# Cleora flavipleta
Cleora flavipleta är en fjärilsart som beskrevs av W. Warren 1904. Cleora flavipleta ingår i släktet Cleora och familjen mätare. Inga underarter finns listade i Catalogue of Life.